# Georg Ludwig Frey
Georg Ludwig Gottlieb Frey (* 17. Dezember 1761; † 14. Juni 1818) war ein deutscher Amtmann und Großherzoglich-Hessischer Polizeirat.

## Leben
Georg Ludwig Frey wurde als Sohn des hessischen Kriegskommissars Hermann Melchior Frey (1694–1776) und dessen Ehefrau Marianne Margarethe Hofmann geboren.
In Pfungstadt fungierte er als Amtsverwalter, gleichzusetzen mit einem Bürgermeister. Im Jahre 1809 wurde er Amtmann in Darmstadt und war damit der oberste Bedienstete des Landesherrn. Er wurde Regierungsrat und nahm später als Großherzoglich Hessischer Polizeirat eine führende Position in der Staatsverwaltung ein.

## Familie
Er war mit Johannette Charlotte Mylius von Rosenstern (1762–1847, Tochter des Hofrats Johann Georg Mylius von Rosenstern und der Johann Elisabeth Mogen) verheiratet. Aus der Ehe gingen die Kinder Ludwig Friedrich (1789–1832, Regierungsrat), Karl Christian (1792–1845, Forstmeister), Christian Conrad (1798–1870, Generallieutenant), Louise Friederike (1801–1884), Ernst Wilhelm (1805–1873, Appellationsgerichtsrat) und Georg (1807–1890, Generalmajor) hervor.